# Ktaoua
Ktaoua (en àrab كتاوة, Ktāwa; en amazic ⴽⵜⴰⵡⴰ) és una comuna rural de la província de Zagora, a la regió de Drâa-Tafilalet, al Marroc. Segons el cens de 2014 tenia una població total de 8.921 persones.